# Ricardo Pozo Gálvez
Ricardo Pozo Gálvez más conocido como Ricar o Ricard (Córdoba, España, 4 de agosto de 1967) es un exfutbolista y entrenador español. Jugó de defensa, entre otros con el Real Murcia Club de Fútbol en Primera División de España o con el Club Deportivo Badajoz en Segunda División de España. Su última experiencia deportiva fue en 2009 como entrenador del Zamora Club de Fútbol en Segunda División "B".

## Trayectoria
Comenzó jugando en el Córdoba hasta que se lo llevó el Real Murcia con el que jugó en Primera división española en la temporada 1988-89. Tras el descenso en esa misma temporada, jugó en Segunda con el Murcia y con el Badajoz, sumando 116 partidos en la categoría de plata. A partir de 1994 comenzó una trayectoria en la Segunda "B" en equipos como Málaga, Córdoba, Écija, Polideportivo Almería, Zamora o Granada.
Comenzó su carrera como entrenador en el Córdoba, donde ejerció como segundo entrenador del primer equipo y entrenó al Córdoba "B". Posteriormente fue segundo entrenador del Orihuela de Segunda "B", donde también ejerció la labor de director deportivo. Después firmó como segundo de José Murcia en el Celta de Vigo.
El Zamora se hizo con sus servicios para la temporada 2009-10 en lo que sería su primera experiencia relevante como entrenador. Fue cesado el 30 de noviembre de 2009 y sustituido por Beto Bianchi. En 2013 se incorporó a la secretaría técnica del Valencia C. F..
En 2019 se hizo cargo de la dirección deportiva de la Cultural y Deportiva Leonesa. En mayo de 2022 dejó dicho cargo.

## Clubes

### Como jugador
| Club                       | País   | Año       |
| -------------------------- | ------ | --------- |
| Córdoba Club de Fútbol     | España | 1987-1988 |
| Real Murcia Club de Fútbol | España | 1988-1992 |
| Club Deportivo Badajoz     | España | 1992-1994 |
| Club Atlético Malagueño    | España | 1994      |
| Córdoba Club de Fútbol     | España | 1994-1995 |
| Málaga Club de Fútbol      | España | 1995-1997 |
| Écija Balompié             | España | 1997-1999 |
| Club Polideportivo Almería | España | 1999-2001 |
| Zamora Club de Fútbol      | España | 2001      |
| Granada Club de Fútbol     | España | 2001-2002 |

### Como entrenador
| Club                                              | País   | Año       |
| ------------------------------------------------- | ------ | --------- |
| Granada Club de Fútbol (segundo entrenador)       | España | 2002      |
| Córdoba Club de Fútbol (segundo entrenador)       | España | 2003      |
| Córdoba Club de Fútbol "B"                        | España | 2003-2004 |
| Córdoba Club de Fútbol (segundo entrenador)       | España | 2004-2005 |
| Orihuela Club de Fútbol (segundo entrenador)      | España | 2005-2007 |
| Orihuela Club de Fútbol (director deportivo)      | España | 2007-2008 |
| Real Club Celta de Vigo (segundo entrenador)      | España | 2008-2009 |
| Zamora Club de Fútbol                             | España | 2009      |
| Cultural y Deportiva Leonesa (director deportivo) | España | 2019-2022 |